# Ящер (божество)
Ящер — выделяемое некоторыми исследователями, начиная с историка Б. А. Рыбакова, божество славянской мифологии. Современными учёными эта гипотеза отвергается. Представления о боге Ящере получили некоторое распространение в славянском неоязычестве, где гипотезы Рыбакова имеют большую популярность.

## Гипотезы
Идея о присутствии в славянской мифологии божества по имени Ящер основана на летней народной игре восточных славян, где главным персонажем является «Ящер», избирающий девушек. Согласно гипотезе Рыбакова, Ящер — божество, которое пытались умилостивить, при этом автор, хотя и с оговорками, проводит параллели между Аидом и Ящером. Согласно Рыбакову, Ящер — «не разгаданный полностью владыка подземно-подводного мира». Концепция Рыбакова вызвала критику фольклористов, одним из ключевых пунктов которой была слабая обоснованность (натянутость) версии академика.
Т. А. Бернштам выдвинула свою версию, в рамках которой сделан осторожный вывод о том, что змей мог считаться тотемным предком славян, и его образ мог использоваться в ритуалах мужской инициации. Если образ змея как тотемного предка (предка-покровителя) не вызывает особенных возражений, то его роль в мужской инициации оспаривается.

## Неоязычество
Начиная с идеологов «Велесова круга» Доната Гасанова (Богумила) и Ильи Черкасова (Велеслава) («шуйный путь»), а также альманаха «Warha» сообщества «Svarte Aske», в рамках славянского неоязычества появилась мода на тёмных божеств. Образ Яши из текста народной игры в прочтении Рыбакова в неоязычестве претерпел трансформацию и наполнился элементами новой мифологии. Ящер является для неоязычников «удобным» персонажем, предоставляющим широкие возможности для мифотворчества. Идея академика Рыбакова о «неразгаданности» Ящера провоцирует собственное новоязыческое «прочтение» образа «бога-крокодила».
В России действует неоязыческая «Нетрадиционная Языческая Община „Круг Ящера“», под руководством Алексея Темногора (Кощея). В мифологии общины «Мир создан благодаря взаимодействию Творения (Сварог) и Разрушения (Ящер). Каждый принёс в Мир Свою Мудрость, воплощённую в Велесе». Своими покровителями «Круга Ящера» считает «тёмных богов», включая Ящера. Символикой общины является герб с изображением Ящера, «то есть водного духа», который рассматривается как одно из проявлений Велеса. По мнению Темногора, «Ящер — бог тёмной воды, опасный и могучий владыка, повелитель всех водных духов, змей и жаб, рыб и самой воды. Но он же и хранитель мудрости и тайн самой Природы…». Он отмечает: «Сейчас идут споры об исторической несостоятельности Ящера как божества. Многие считают, что славяне никогда не молились ему и этот образ придуман в двадцатом веке. Я не исключаю этого, но и не поддерживаю сей теории. А мы избрали его своим главным покровителем не претендуя на древность и архаичность». Это выбор мотивируется следующим образом: «Мы исходили из личного мистического опыта и практической работы, которая для нас всегда ставится выше любых этнографических осмыслений, ведь описания без практики не имеют никакой духовной ценности, кроме самоутверждения отдельных научных сотрудников».
Неоязыческое сообщество «Алатырь духа» считает своими главными покровителями «хтонических» Велеса, Мару и Ящера. Согласно мифологии сообщества, это «Великий Темяный Ящер», обитающий в корнях мирового древа — «Нави» (Нижнем мире в славянском неоязычестве). Ящер амбивалентен: «Лик Его в Мире Богов — Мара Богиня Смерти. Как у Мары-Матушки два Лика Смертный да Погибельный, так и у Самого Ящера тако же. Один Лик — Правда, другой — Кривь… Ящер Темяный — это аказуальный Поток Возврата к Самому Себе… Ящер одновременно открывает в человеке Великую Правду, Совесть, Меру, Благородство и „Ящик Пандоры“ самых отъявленных мерзостей человеческой души». В результате этого «Не готовый принять эту Силу, лишённую абсолютно мирского привычного „смысла“, теряет свой рассудок и сходит с ума фактически… Чтущих Темяного Владыку всегда будут единицы, чтобы всё-таки Был Мир, Был и Не был одновременно». Этот фрагмент сакрализует служителей культа мифологического персонажа. Избранничество духовной элиты, в этом случае поклонников Ящера, достигается через страдания, которые связаны с обретением силы, что составляет одну из характерных особенностей современного нативизма.

## Политика
В январе 2007 года политический деятель праворадикального направления Алексей Широпаев, публицист Вадим Штепа и сетевой автор Яроврат Светозаров (Владимир Фролов) провели в Великом Новгороде собрание «национал-демократов», названное ими «Новгородским вече», сделав его символом Ящера (Крокодила), который, по их утверждениям, был важнейшим божеством Северной Руси. В результате Крокодил стал одним из символов российской оппозиции.